# Platycephalidae
I Platycephalidae sono una famiglia di pesci ossei marini e, in piccola parte, d'acqua salmastra appartenenti all'ordine Scorpaeniformes.

## Distribuzione e habitat
Sono endemici dell'Indo-Pacifico. Vivono su fondali molli, di solito costieri ma possono raggiungere i 300 metri di profondità. Alcune specie sono eurialine e possono penetrare in acqua salmastra e, talvolta, dolce. Nel mar Mediterraneo sono presenti quattro specie: Elates ransonnetti, 	Papilloculiceps longiceps, Platycephalus indicus e Sorsogona prionota, tutte molto rare. E. ransonnetti è stato introdotto accidentalmente mentre le restanti tre specie sono penetrate dal mar Rosso attraverso la migrazione lessepsiana. E. ransonnetti è stato catturato una sola volta anche nel Golfo di Taranto.

## Descrizione
La caratteristica più notevole dei Platycephalidae, che ha suggerito anche il loro nome scientifico, è la testa schiacciata dorsalmente, che in certe specie prende un aspetto simile a quella di un coccodrillo. Le pinne dorsali sono due, di solito contigue e talvolta unite da una piccola membrana: la prima dorsale ha raggi spiniformi (il primo è molto breve e staccato dagli altri), la seconda ha raggi molli ed è simile alla pinna anale. La pinna caudale è in genere tronca. Le pinne ventrali sono inserite sotto la base delle pinne pettorali.
Sono pesci di taglia media che in genere misurano qualche decina di centimetri. La lunghezza massima di 120 cm viene raggiunta da Platycephalus fuscus.

## Biologia
Passano gran parte del tempo infossati nel sedimento in agguato.

### Alimentazione
Sono predatori e la dieta è basata su pesci e crostacei.

## Specie
- Genere Ambiserrula
  - Ambiserrula jugosa
- Genere Cociella
  - Cociella crocodilus
  - Cociella heemstrai
  - Cociella hutchinsi
  - Cociella punctata
  - Cociella somaliensis
- Genere Cymbacephalus
  - Cymbacephalus beauforti
  - Cymbacephalus bosschei
  - Cymbacephalus nematophthalmus
  - Cymbacephalus staigeri
- Genere Elates
  - Elates ransonnettii
- Genere Grammoplites
  - Grammoplites knappi
  - Grammoplites scaber
  - Grammoplites suppositus
- Genere Inegocia
  - Inegocia harrisii
  - Inegocia japonica
  - Inegocia ochiaii
- Genere Kumococius
  - Kumococius rodericensis
- Genere Leviprora
  - Leviprora inops
- Genere Onigocia
  - Onigocia bimaculata
  - Onigocia grandisquama
  - Onigocia lacrimalis
  - Onigocia macrolepis
  - Onigocia oligolepis
  - Onigocia pedimacula
  - Onigocia sibogae
  - Onigocia spinosa
- Genere Papilloculiceps
  - Papilloculiceps longiceps
- Genere Platycephalus
  - Platycephalus aurimaculatus
  - Platycephalus bassensis
  - Platycephalus caeruleopunctatus
  - Platycephalus chauliodous
  - Platycephalus conatus
  - Platycephalus cultellatus
  - Platycephalus endrachtensis
  - Platycephalus fuscus
  - Platycephalus grandispinis
  - Platycephalus indicus
  - Platycephalus laevigatus
  - Platycephalus marmoratus
  - Platycephalus micracanthus
  - Platycephalus orbitalis
  - Platycephalus richardsoni
  - Platycephalus speculator
  - Platycephalus westraliae
- Genere Ratabulus
  - Ratabulus diversidens
  - Ratabulus fulviguttatus
  - Ratabulus megacephalus
  - Ratabulus ventralis
- Genere Rogadius
  - Rogadius asper
  - Rogadius fehlmanni
  - Rogadius mcgroutheri
  - Rogadius patriciae
  - Rogadius pristiger
  - Rogadius serratus
  - Rogadius welanderi
- Genere Solitas
  - Solitas gruveli
- Genere Sorsogona
  - Sorsogona humerosa
  - Sorsogona melanoptera
  - Sorsogona nigripinna
  - Sorsogona portuguesa
  - Sorsogona prionota
  - Sorsogona tuberculata
- Genere Suggrundus
  - Suggrundus cooperi
  - Suggrundus macracanthus
  - Suggrundus meerdervoortii
- Genere Sunagocia
  - Sunagocia arenicola
  - Sunagocia carbunculus
  - Sunagocia otaitensis
  - Sunagocia sainsburyi
- Genere Thysanophrys
  - Thysanophrys armata
  - Thysanophrys celebica
  - Thysanophrys chiltonae
  - Thysanophrys cirronasa
  - Thysanophrys longirostris
  - Thysanophrys papillaris
  - Thysanophrys randalli
  - Thysanophrys rarita
  - Thysanophrys springeri
  - Thysanophrys tricaudata[3]